# Aeroporto de Okayama
Aeroporto de Okayama (岡山空港 Okayama Kūkō) (IATA: OKJ, ICAO: RJOB) é um aeroporto situado na prefeitura de Okayama, Japão.
Está localizado a 18 km ao noroeste da cidade central de Okayama e 11,5 km (7,1 mi) a noroeste [2] ou a 30 minutos de ônibus da Estação de Okayama. Está a cerca de 10 minutos do intercâmbio Okayama, Sanyo Expressway.

## História
O aeroporto abriu em março de 1988 como um substituto para o antigo aeroporto de Okayama, localizado à beira-mar em Minami-ku, Okayama. A sua pista de decolagem, originalmente com 2.000 metros de extensão, foi ampliada para 2.500 m em 1993 e 3.000 m em 2001.

## Transporte
O serviço de ônibus para o aeroporto da estação de Okayama é fornecido pelo ônibus Okaden e pelo ônibus Chūtetsu. O serviço de ônibus para a Estação Kurashiki é fornecido pelo ônibus Chūtetsu e ônibus Shimoden.